# エム・ディー・ソフトハウス
株式会社エム・ディー・ソフトハウスは、かつて存在した日本の企業。「人体の不思議展」の主催で知られていた。

## 概要
2001年9月に設立。1998年に一旦終了した「人体の不思議展」の新しい主催者として、エム・ディー・ソフトハウスが開催会場や開催日程の選定、標本の確保を行い、企画・運営は他社へ委託していた。開催形態は、エム・ディー・ソフトハウスが主催する「自主興行」と、地方の新聞社やテレビ局に開催の権利を販売する「売り興行」で行っていた。標本は主として中国において人間の死体を加工、標本化したものを使用していた。
「人体の不思議展」は全国各地で約600万人を集め、2006年1月期には約9億9000万円の売上高をマークした。
しかし、2010年には山口県保険医協会と新潟県保険医会から開催中止を要請され、2010年に京都市で開催された「人体の不思議展」において、京都府保険医協会等が主催者を告発するなどイベントの状況は悪化。日本医師会や地方の医療団体から反対運動を受け、2012年に「人体の不思議展」は終了した。
その後は診療支援や臨床医学に関するソフトウェアを手がけていたが、売り上げ不振から2016年に事業停止。2018年7月25日に東京地方裁判所から破産手続開始決定を受けた。そして2018年12月5日に法人格が消滅した。